# Onthophagus nigerianus
Onthophagus nigerianus là một loài bọ cánh cứng trong họ Bọ hung (Scarabaeidae).